# Loopingacht
Die Loopingacht ist eine Flugfigur im Kunstflug. Sie wurde zum ersten Mal 1936 vom Piloten Leonard James Povey unfreiwillig vorgeführt, als ihm eine Avalanche missglückte. Auf die Frage der Punktrichter nannte er die Figur spontan kubanische Acht. (Povey war zwar US-Amerikaner, aber 1934–1938 lebte er auf Kuba und baute in Batistas Auftrag die dortige Luftwaffe auf.).
Die Figur besteht aus zwei Teil-Loopings sowie zwei halben Rollen. Das Flugzeug geht aus dem Horizontalflug in einen 5/8-Looping aufwärts über, bis es auf dem Rücken entgegen der ursprünglichen Flugrichtung 45 Grad abwärts fliegt. Nun folgt eine halbe Rolle, gefolgt von einem weiteren Teil-Looping auf der Höhe des ersten, bis das Flugzeug in ursprünglicher Flugrichtung 45 Grad abwärts in Rückenlage fliegt. Nun folgt eine weitere halbe Rolle.
| Figur                                               | Beschreibung | Aresti-Symbol            |
| --------------------------------------------------- | --- | ------------------------ |

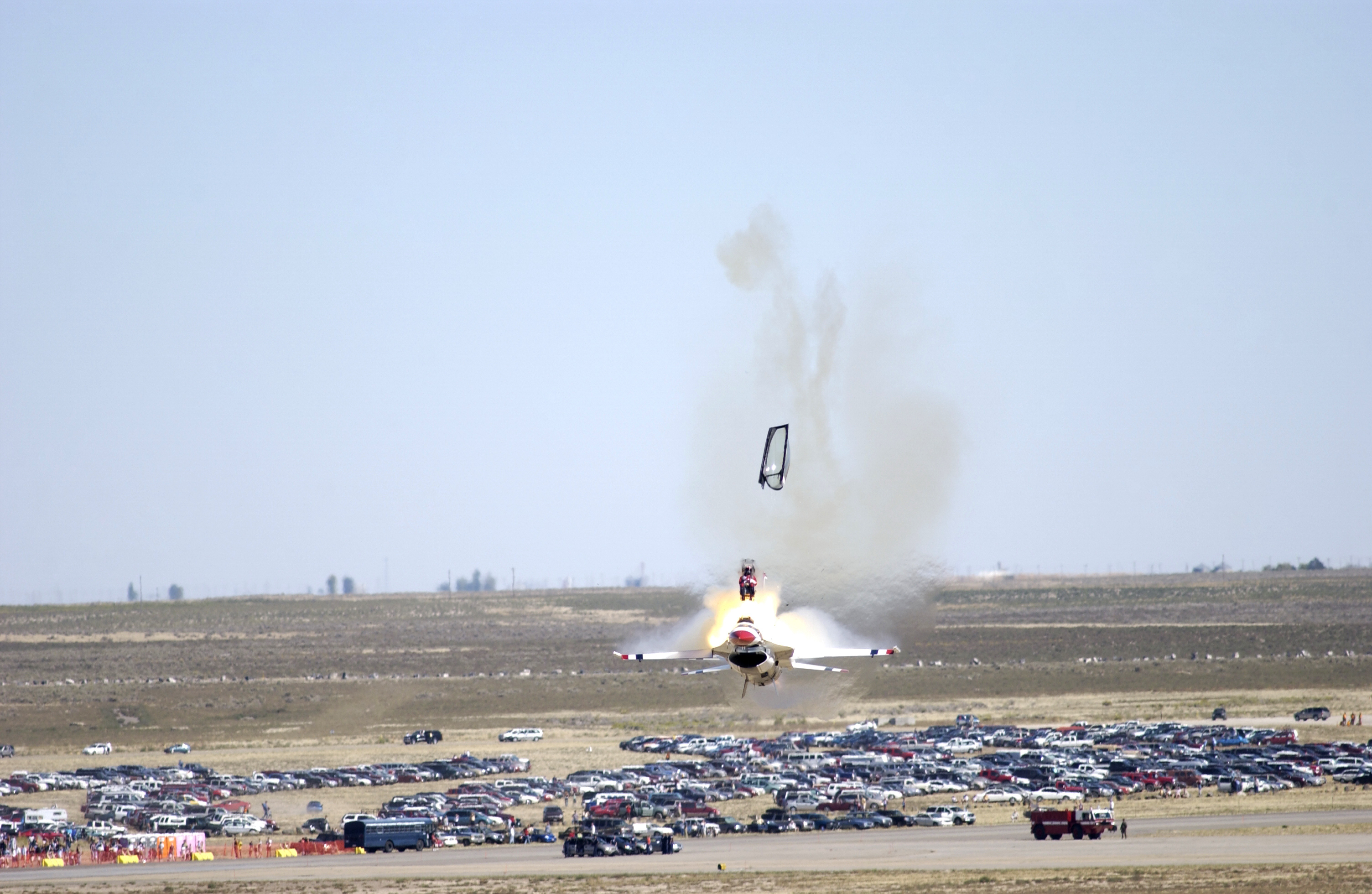
Der Pilot Captain Chris Stricklin rettet sich nach einer missglückten Loopingacht 0,8 Sekunden vor dem Aufschlag der Maschine des Typs F-16C Falcon auf dem Boden mit einem Schleudersitz.

| kubanische Acht                                     | 1. 5/8 Looping, Rückenflug, Nase zeigt 45° nach unten. 2. 1/2 Rolle, Aufrechter Flug, Nase zeigt 45° nach unten. 3. 3/4 Looping, Rückenflug, Nase zeigt 45° nach unten. 4. 1/2 Rolle, Aufrechter Flug, Nase zeigt 45° nach unten. 5. 1/8 Looping, Normalflug. | kubanische Acht          |
| halbe kubanische Acht                               | 1. 5/8 Looping, Rückenflug, Nase zeigt 45° nach unten. 2. 1/2 Rolle, Aufrechter Flug, Nase zeigt 45° nach unten. 3. Hochziehen in den Geradeausflug. | halbe kubanische Acht    |
| hochgezogene Rollenkehre (engl. Reverse half cuban) | 1. Aus dem Geradeausflug 45° hochziehen. 2. 1/2 Rolle, Rückenflug, Nase zeigt 45° nach oben. 3. 5/8 Looping in den Geradeausflug. | hochgezogene Rollenkehre |